# Reg E. Cathey
Reginald Eurias Cathey (Huntsville, 18 de agosto de 1958 - Nova Iorque, 9 de fevereiro de 2018), conhecido por Reg E. Cathey, foi um ator norte-americano, mais conhecido por seus papéis como Norman Wilson em The Wire, Martin Querns em Oz, e Freddy Hayes em House of Cards. Cathey nasceu em Huntsville, Alabama e é graduado da J.O. Johnson High School. Passou a infância na Alemanha Ocidental. Ele começou sua carreira em 1984, com o telefilme A Doctor's Story, onde interpretou Richie. A partir daí, ele participou de vários filmes, tais como Loose Cannons (1990), Eyes of a Witness (1991), And the Band Played On (1993), e The Mask (1994).
Ele também fez parte do elenco do filme Quarteto Fantástico (2015) no papel do Dr. Franklin Storm.
Cathey morreu em sua casa em Nova York, em 2018, vítima de um câncer de pulmão.